# Urut
Urut (in armeno Ուռուտ?) è un comune di 1 197 abitanti (2008) della provincia di Lori in Armenia.